# District de Graz-Umgebung
Le district de Graz-Umgebung est une subdivision territoriale du land de Styrie en Autriche. Son centre administratif est Graz, bien que la ville ne fasse pas partie du district (son nom signifie d’ailleurs « Graz-alentours »).

## Géographie

### Lieux administratifs voisins
| District de Leoben           | District de Bruck-Mürzzuschlag |                                  |
| District de Voitsberg        |                                | District de Weiz                 |
| District de Deutschlandsberg | District de Leibnitz           | District de Hartberg-Fürstenfeld |

## Communes
Le district de Graz-Umgebung est subdivisé en 36 communes :
- Deutschfeistritz
- Dobl-Zwaring
- Eggersdorf bei Graz
- Feldkirchen bei Graz
- Fernitz-Mellach
- Frohnleiten
- Gössendorf
- Gratkorn
- Gratwein-Straßengel
- Hart bei Graz
- Haselsdorf-Tobelbad
- Hausmannstätten
- Hitzendorf
- Kainbach bei Graz
- Kalsdorf bei Graz
- Kumberg
- Lassnitzhöhe
- Lieboch
- Nestelbach bei Graz
- Peggau
- Premstätten
- Raaba-Grambach
- Sankt Bartholomä
- Sankt Marein bei Graz
- Sankt Oswald bei Plankenwarth
- Sankt Radegund bei Graz
- Seiersberg-Pirka
- Semriach
- Stattegg
- Stiwoll
- Thal
- Übelbach
- Vasoldsberg
- Weinitzen
- Werndorf
- Wundschuh